# François Marie Bartoli
Pour les articles homonymes, voir Bartoli.
François Marie Bartoli est un homme politique français né le 27 décembre 1814 à Sartène (Corse-du-Sud) et décédé le 15 décembre 1891 à Ajaccio (Corse-du-Sud).
Frère d'Hector Alexandre Bartoli, il lui succède comme député de la Corse, de 1884 à 1885, siégeant au groupe de l'Union républicaine.

### Sources
- « François Marie Bartoli », dans Adolphe Robert et Gaston Cougny, Dictionnaire des parlementaires français, Edgar Bourloton, 1889-1891 [détail de l’édition]
- « François Marie Bartoli », dans le Dictionnaire des parlementaires français (1889-1940), sous la direction de Jean Jolly, PUF, 1960 [détail de l’édition]